# Vanessa Gomes
Vanessa Alexandra Dias Gomes (* 15. August 1987) ist eine portugiesische Fußballschiedsrichterassistentin.
Gomes ist seit 2007 Schiedsrichterassistentin im portugiesischen Frauenfußball und vertritt die Associação de Futebol de Lisboa. Darüber hinaus leitet sie auch Spiele im portugiesischen Herrenbereich, unter anderem seit der Saison 2020/21 in der Segunda Liga und seit der Saison 2023/24 in der Primeira Liga. Bei ihrem Debüt im September 2020 war Gomes die erste Schiedsrichterassistentin im portugiesischen professionellen Herrenfußball.
Seit 2015 steht sie auf der Liste der FIFA-Schiedsrichter und ist bei internationalen Fußballspielen im Einsatz. Gomes war bzw. ist Schiedsrichterassistentin in der Women’s Champions League, in der Women’s Nations League, in der Qualifikation für die Europameisterschaft 2025, in der europäischen WM-Qualifikation für die Weltmeisterschaft 2023 sowie bei diversen weiteren Qualifikations- und Freundschaftsspielen.
Gomes wurde für die U-17-Europameisterschaft 2017 in Tschechien und für die U-19-Europameisterschaft 2023 in Belgien nominiert. Bei Letzterer hatte sie drei Einsätze bei Gruppenspielen. Bei der U-20-Weltmeisterschaft 2024 in Kolumbien war Gomes an der Leitung von vier Spielen beteiligt, darunter zwei Spiele in der Gruppenphase, ein Achtelfinale sowie das Finale zwischen Nordkorea und Japan (1:0).
Gomes ist Psychologin.